# Dikmelk

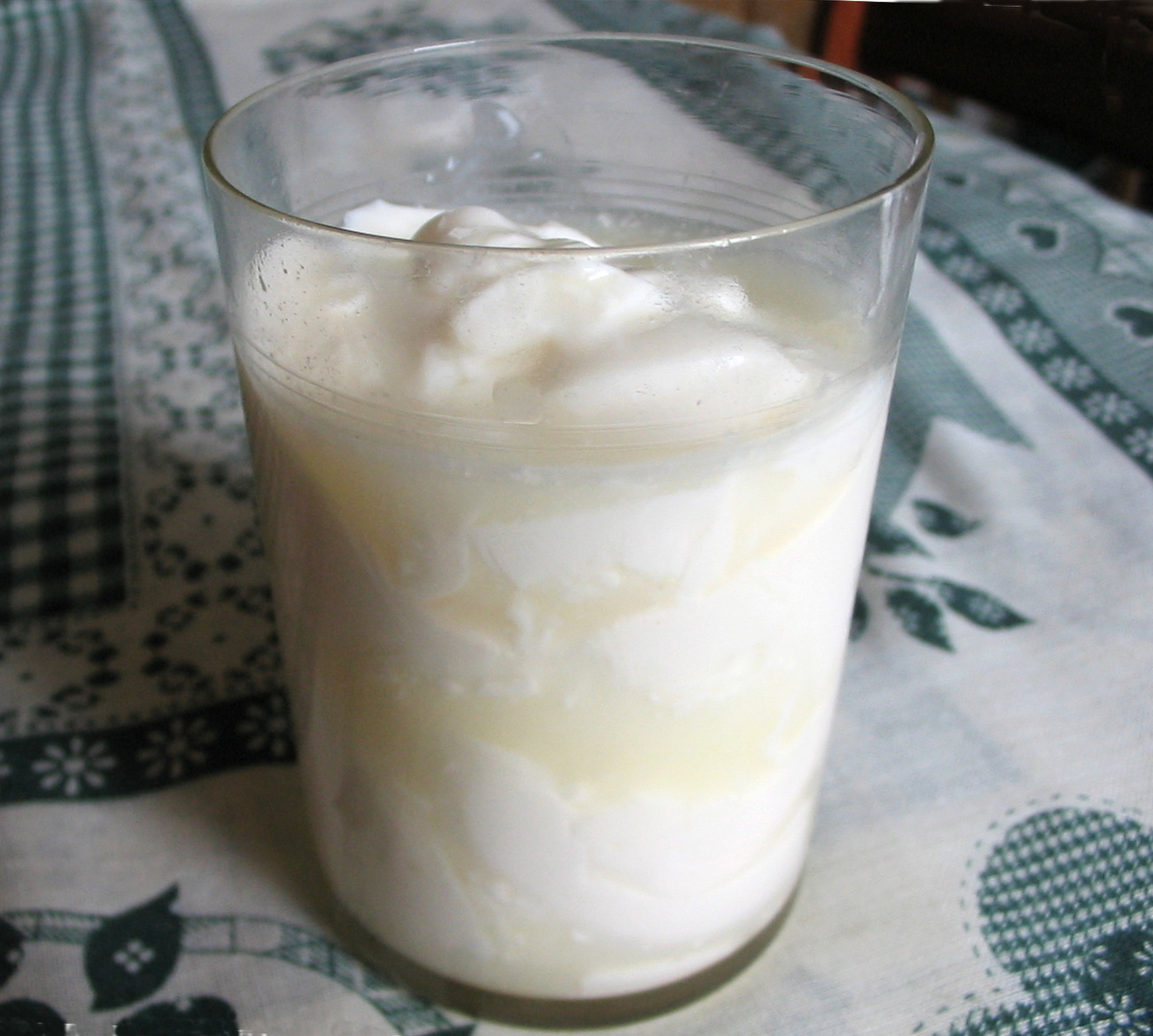
Russische en Oekraïense prostokvasha, traditioneel gefermenteerde melk

Dikmelk is een melkproduct dat ontstaat als resultaat van melkfermentatie. Vroeger werd de melk direct van de koe op een warme plaats weggezet, zodat de melk zuur werd. Er ontstond dikmelk, bestaand uit wei en zure room. In Duitsland wordt dit nog wel gedaan met gepasteuriseerde melk.